# Lac de Creno
Le lac de Creno (en corse u Lavu à Crena) est le plus bas des lacs glaciaires corses. Situé au cœur d'une forêt de pins laricio, il est bordé de pozzines et de nénuphars.

## Géographie
Situé dans la région des Deux-Sorru, au-dessus des villages d'Orto, Soccia et Guagno, dans le massif du Monte Rotondo, le lac se trouve à une altitude de 1 310 mètres. Localisé au nord du Monte Sant'Éliséo sur un replat en forme de cuvette, il n'est accessible que par des sentiers de marche. Son émissaire est le ruisseau de Creno, qui se jette dans le fiume Grossu, un affluent du fleuve Liamone.

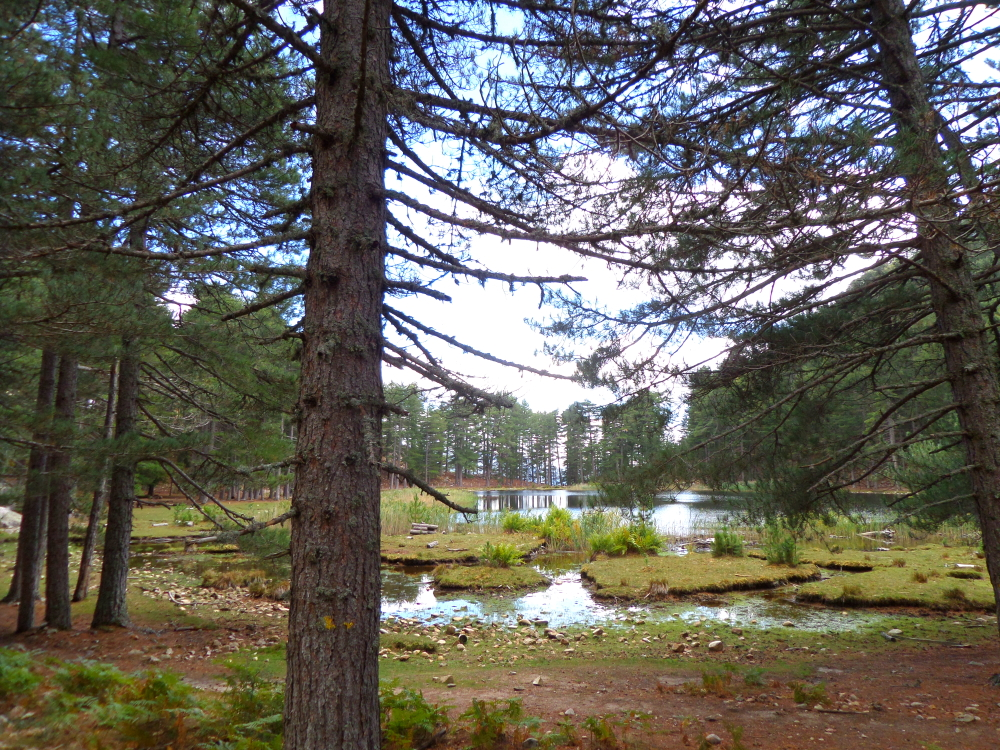
À travers les pins laricio.
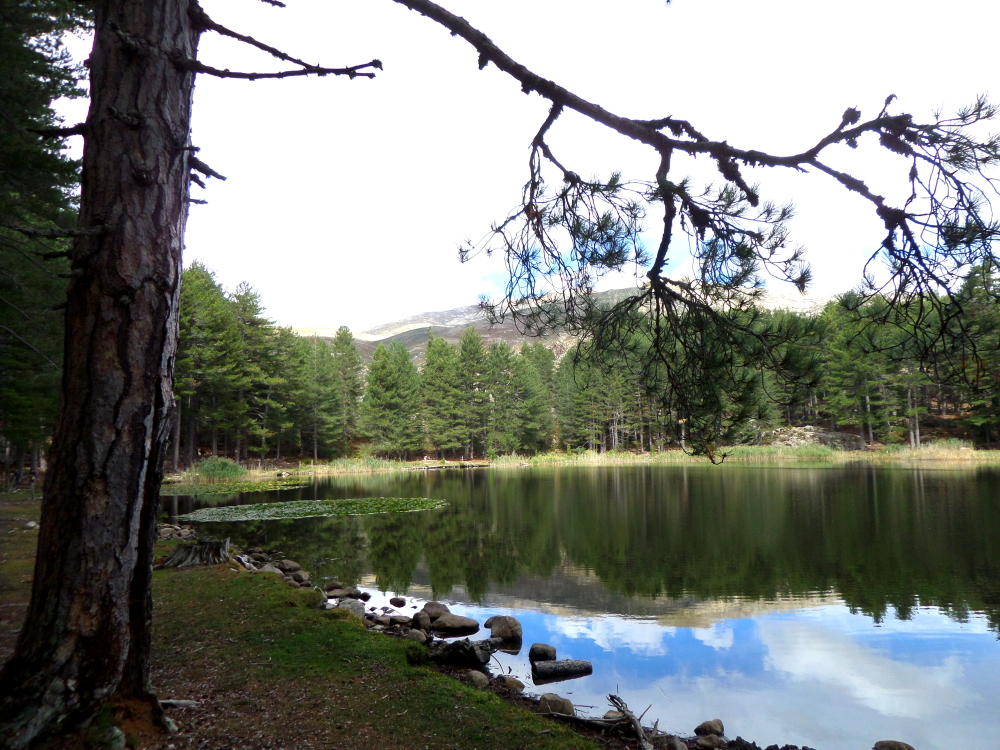
Bordures de pozzines.
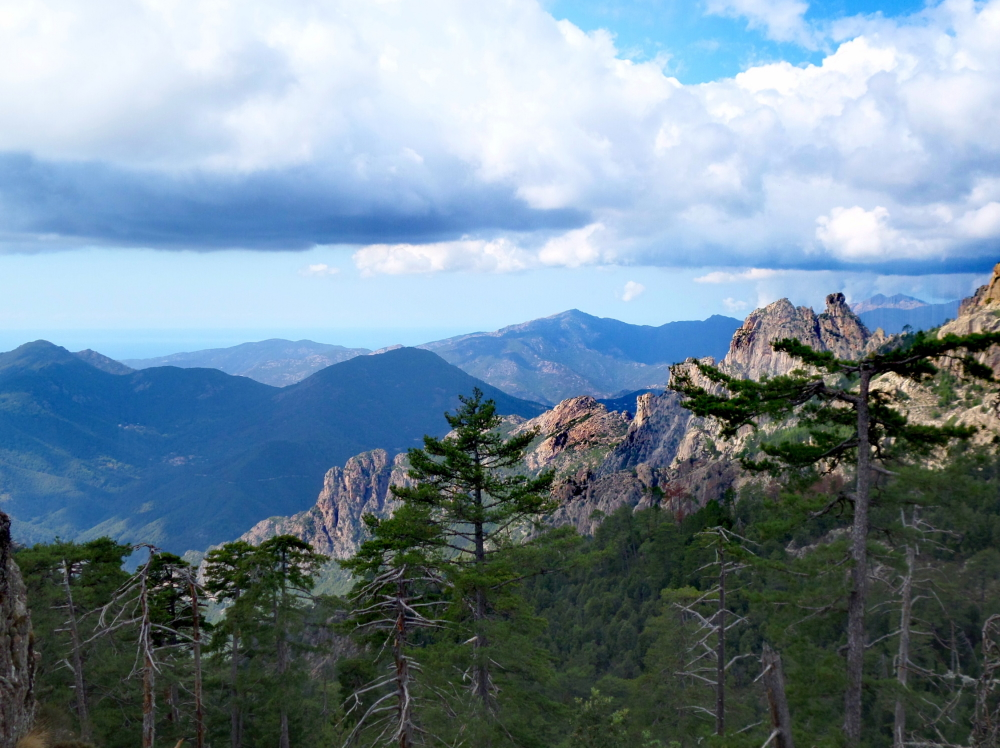
La vallée du fiume Grossu depuis le lac.

## Faune
Contrairement aux autres lacs glaciaires corses et en raison de son altitude relativement basse, de nombreux oiseaux peuplent le lac de Creno et ses environs : la Sittelle corse, le Grèbe castagneux, la Poule d'eau et le Geai des chênes. La Salamandre de Corse, le Discoglosse, la libellule fauve et l'anax empereur sont également présents sur le site.

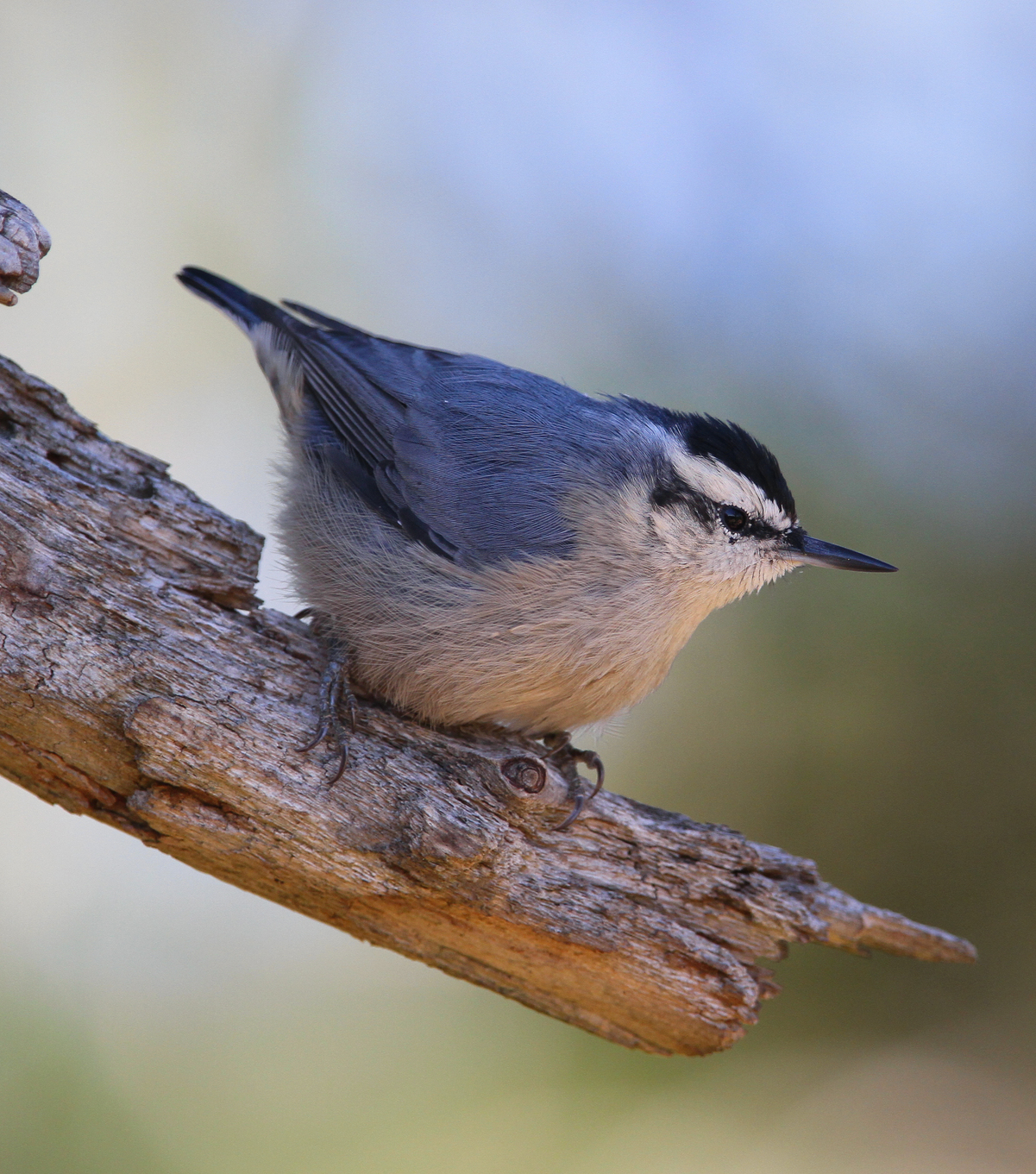
Sittelle corse.
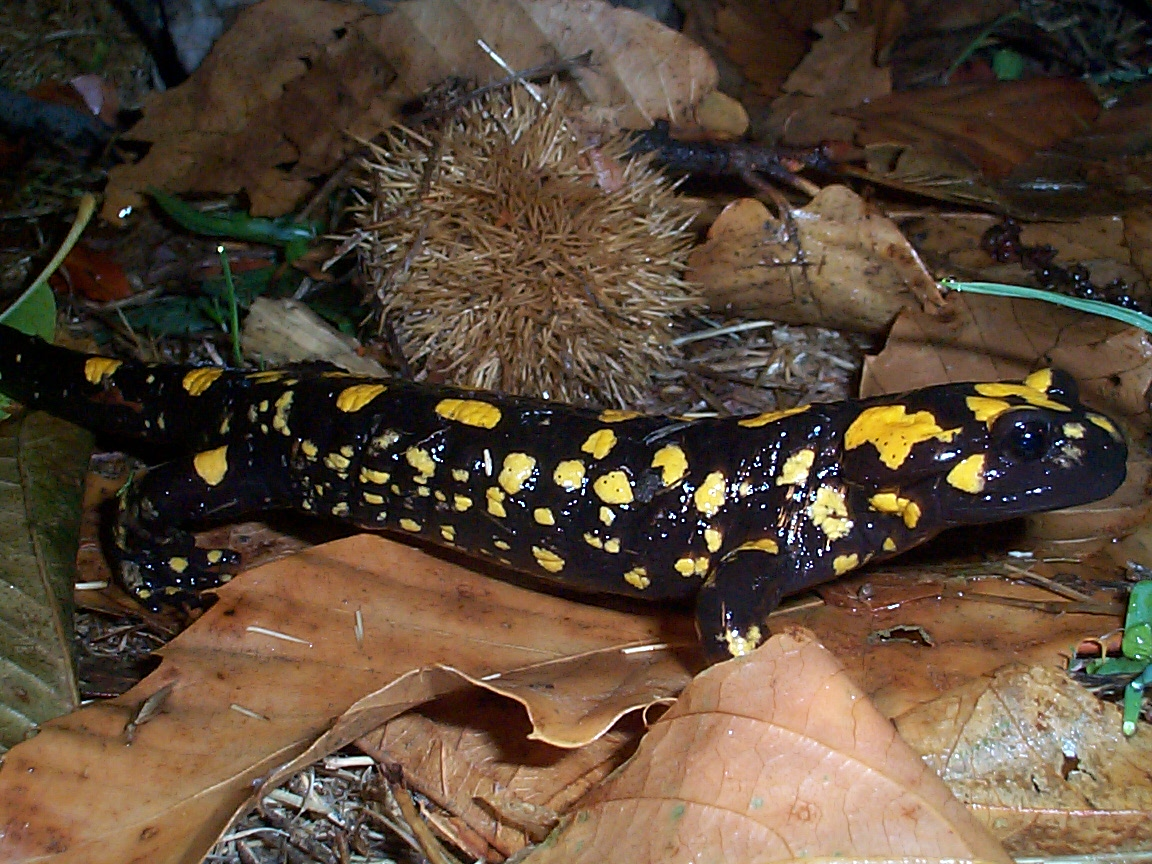
Salamandre de Corse.
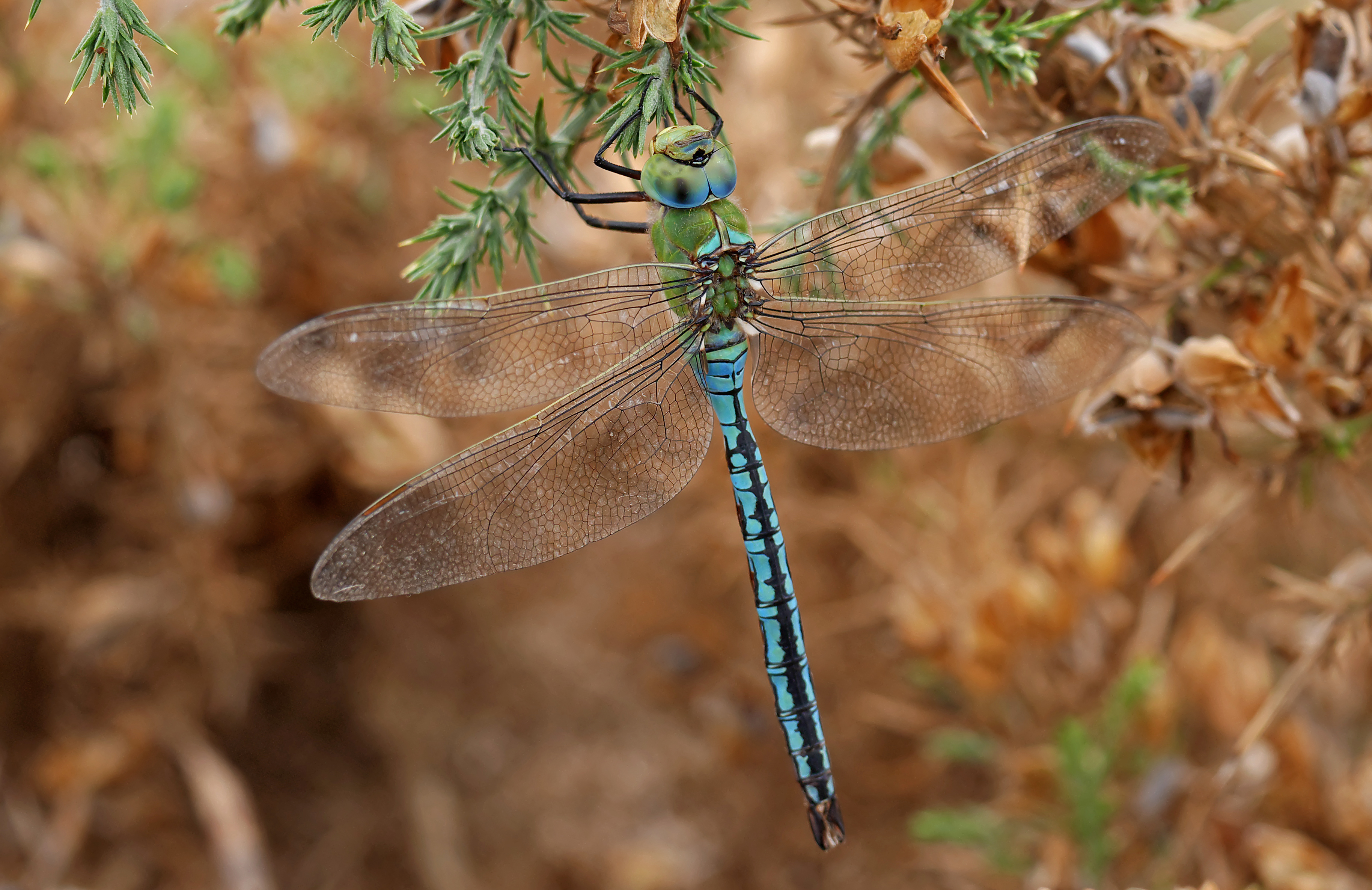
Anax empereur.

## Flore
Outre la forêt de pins laricio, le lac est entouré de pozzines qui abritent une petite plante carnivore rare et protégée : la Drosera à feuilles rondes. Le roseau, le nénuphar à fleurs rouges et le nénuphar à fleurs blanches sont des plantes à tendance invasive qui ont été introduites sur le site à la fin du XXe siècle.

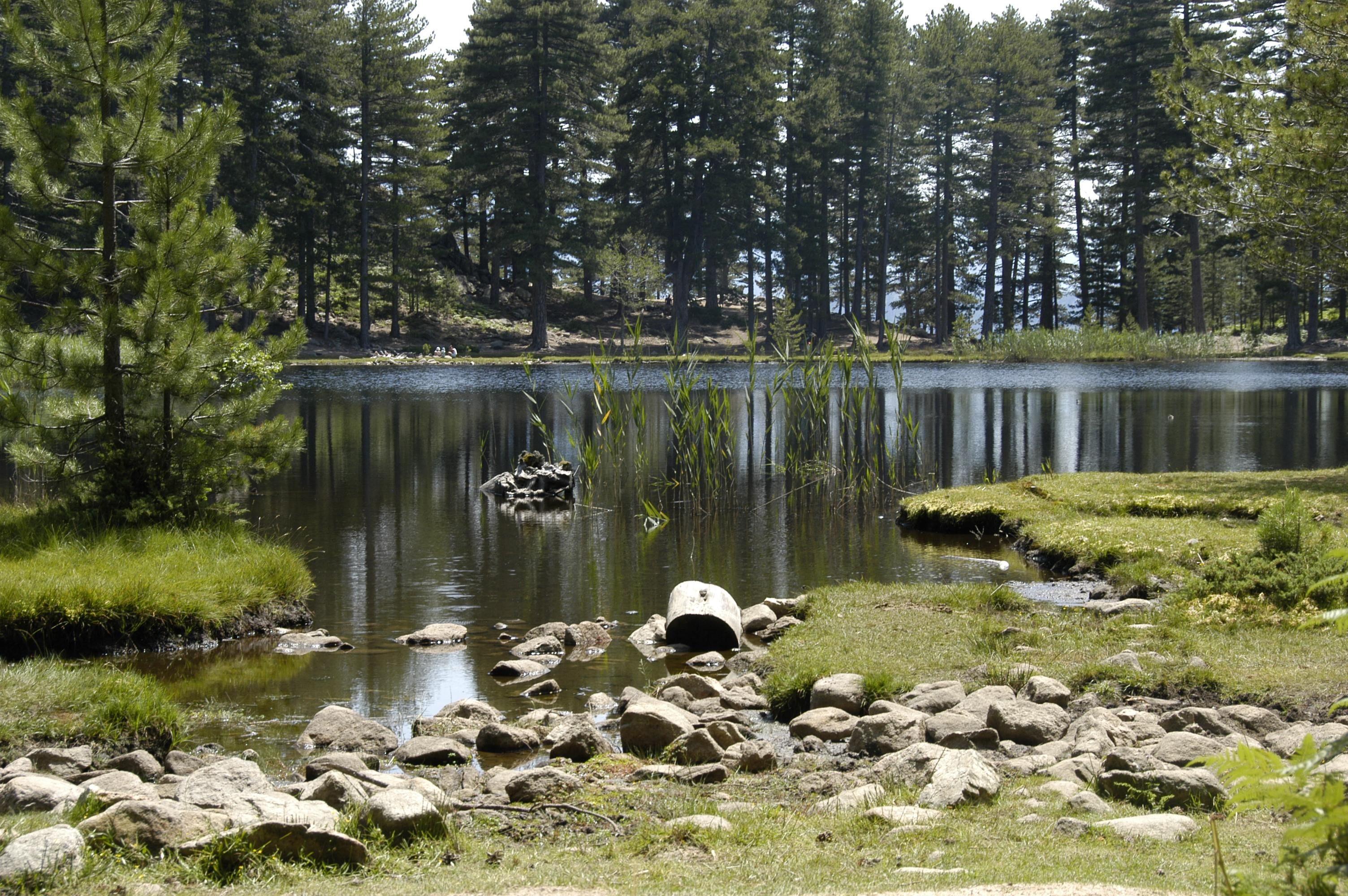
Les pozzines.
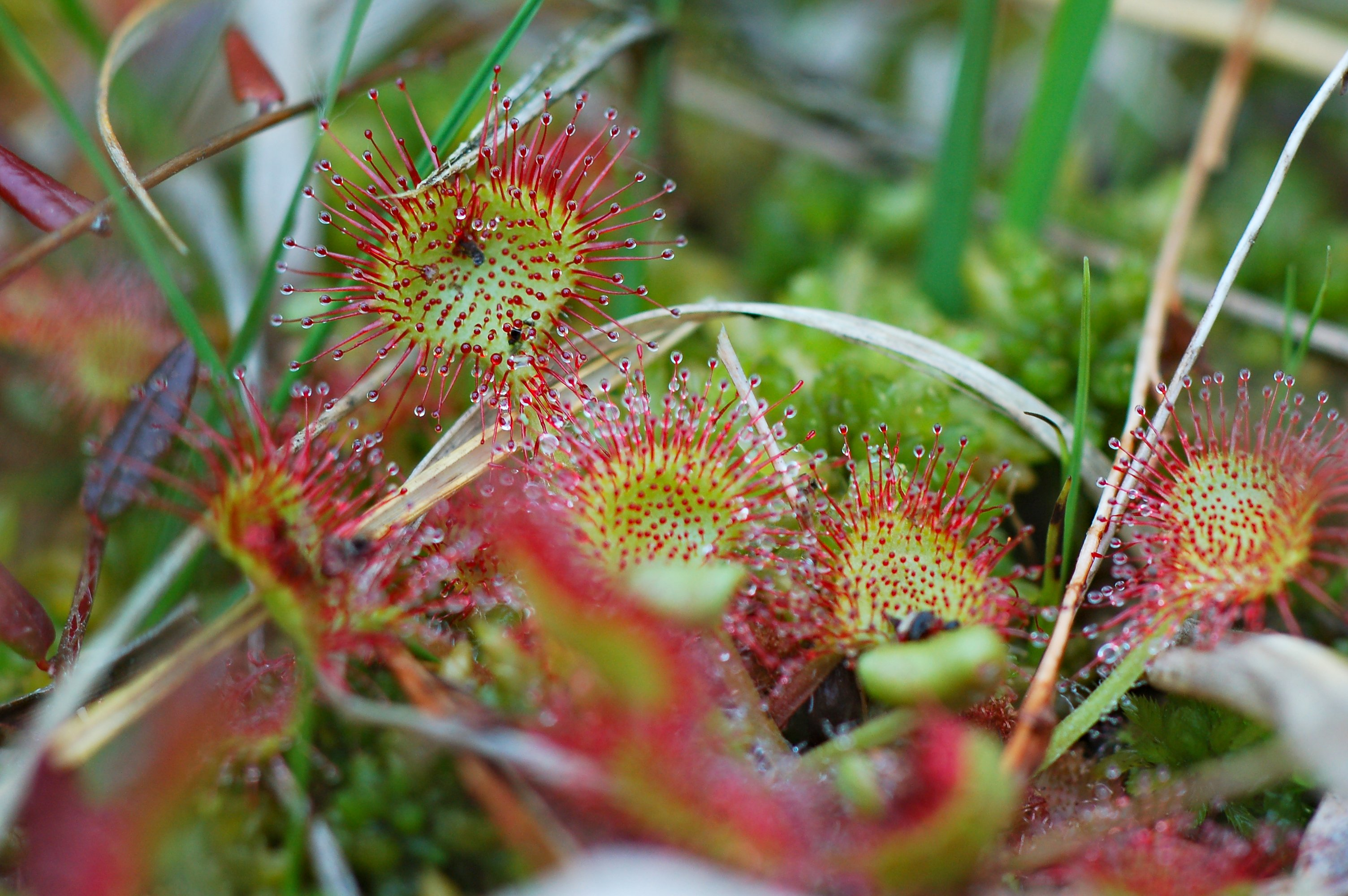
Drosera à feuilles rondes.
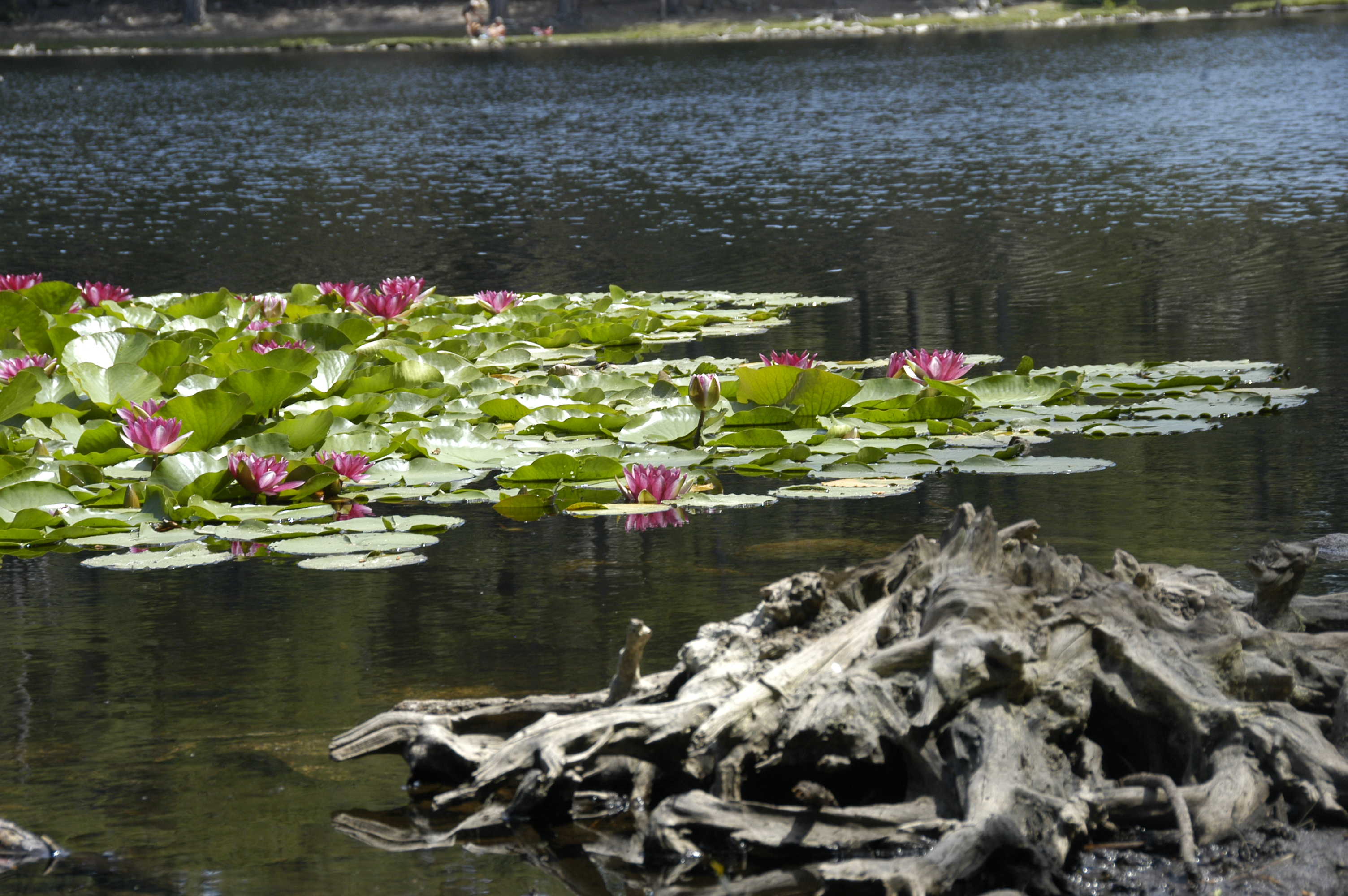
Nénuphars à fleurs rouges.